# Arillastrum gummiferum
Arillastrum gummiferum là một loài thực vật có hoa trong Họ Đào kim nương. Loài này được (Brongn. & Gris) Pancher ex Baill. mô tả khoa học đầu tiên năm 1877.

## Hình ảnh

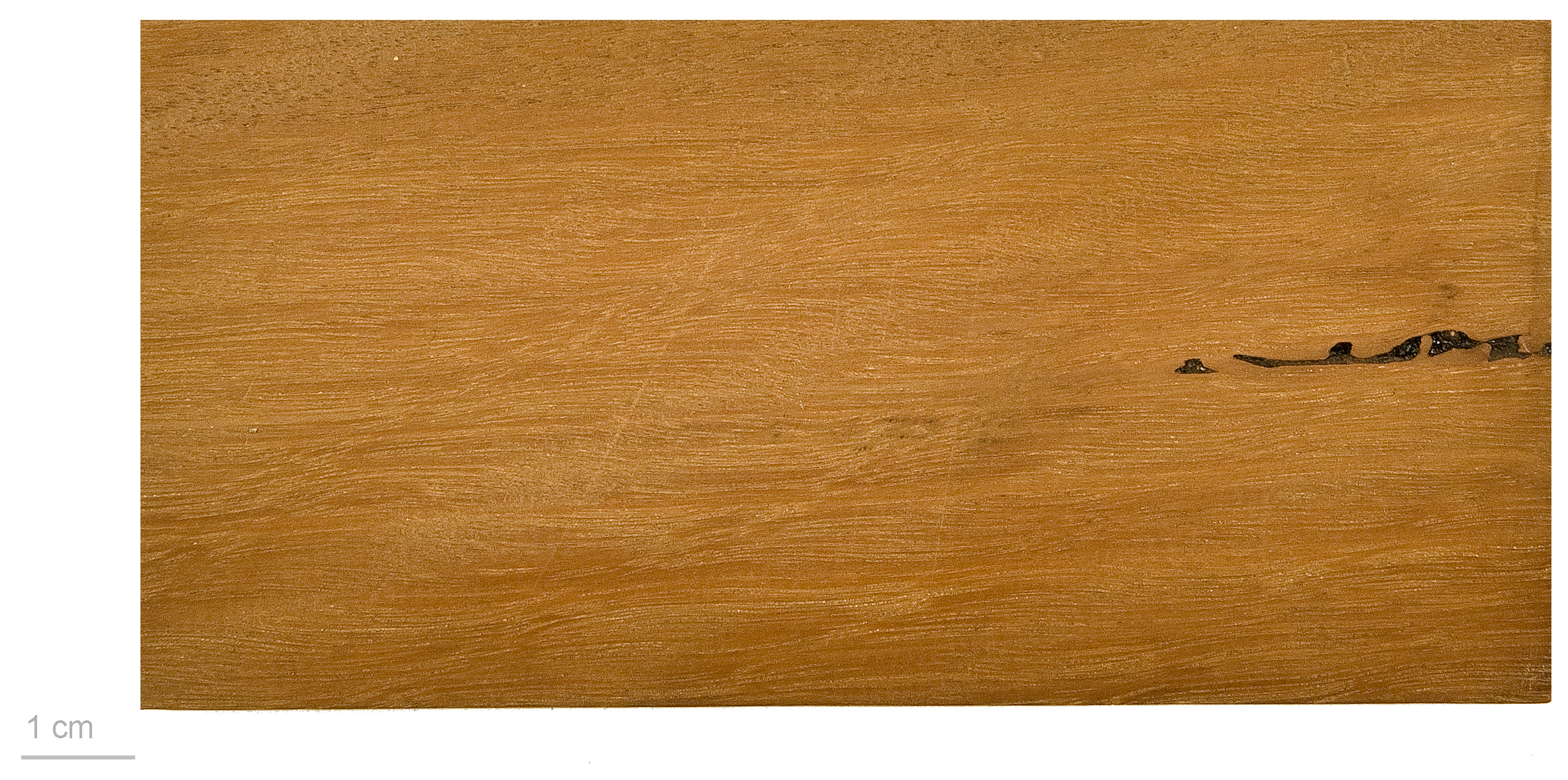
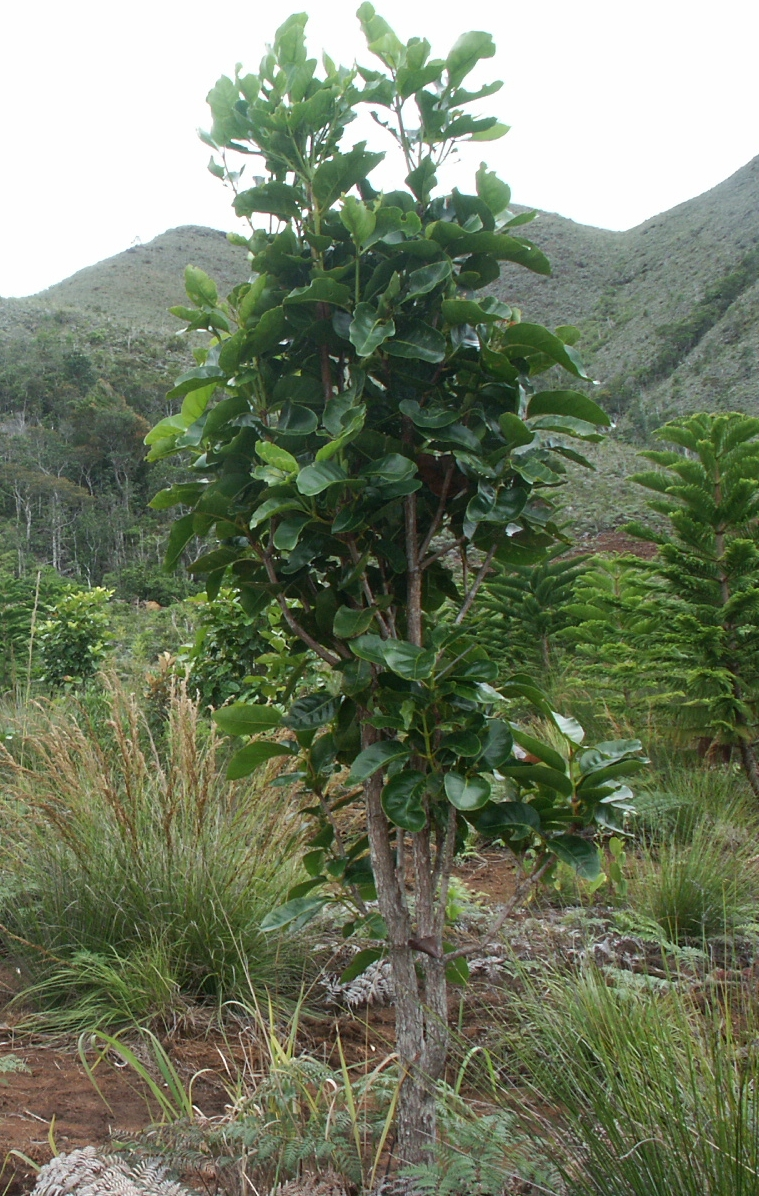